# Edith Schönenberger
Edith Schönenberger (* 20. Januar 1954) ist eine ehemalige Schweizer Radrennfahrerin aus Balgach.
Sie war in den 1980er Jahren die national erfolgreichste Radrennfahrerin der Schweiz. Zwischen 1982 und 1988 errang sie insgesamt sechsmal nationale Titel: Fünfmal wurde sie Schweizer Strassenmeisterin und einmal Meisterin im Omnium auf der Bahn. 1985 gewann sie Rund um den Henninger-Turm und 1988 die Hegiberg-Rundfahrt. 1988 startete sie bei den Olympischen Spielen in Seoul im Strassenrennen und wurde 18.